# أور نينورتا
أور نينورتا هو سادس ملك لسلالة إيسن في العراق وهو من الأموريين ألذين سكنوا في جنوب العراق، بدأ حكمه في سنة 1859 ق م. حسب قائمة ملوك سومر حكم لمدة 7 سنوات وإنتهى حكمه في سنة 1832 ق م. وقد خلف الحكم من ليبيط عشتار وخلفه بور سوين.